# Григорьев, Антон Алексеевич
Антон Алексеевич Григорьев (30 января 1926, Киев — 30 ноября 2001, Москва) — советский оперный певец (лирический тенор) и педагог. Солист Большого театра, Народный артист РСФСР (1973).

## Биография
Антон Алексеевич Григорьев родился в Киеве в начале 1926 года. Участник Великой Отечественной войны.

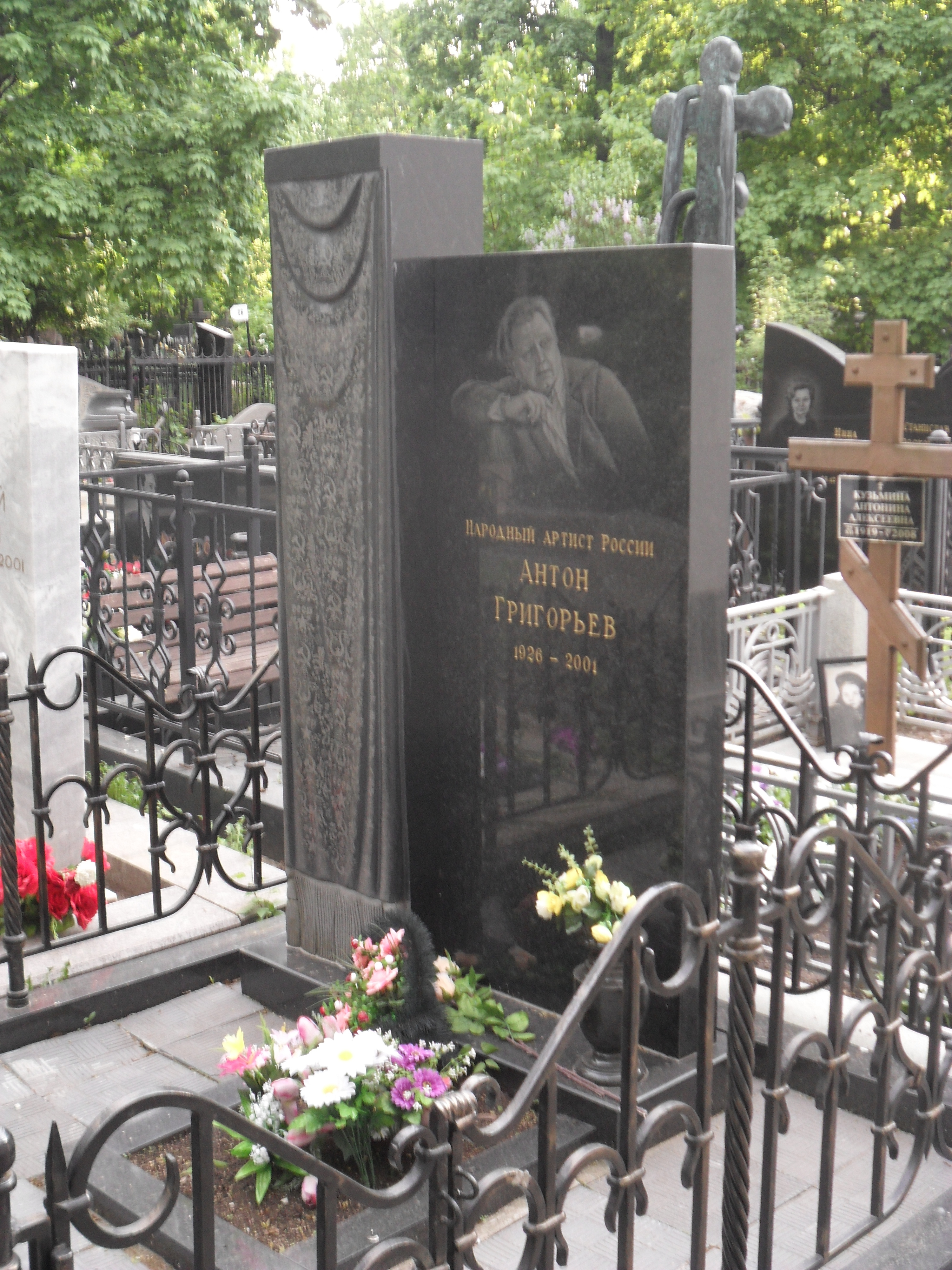
Могила Григорьева на Ваганьковском кладбище.

В 1952 году Григорьев окончил Киевскую консерваторию (класс М. В. Микиши). К этому времени он уже был солистом Киевской филармонии, а в 1953 году стал солистом московского Большого театра. Дебютной для него стала роль Трике в «Евгении Онегине». В дальнейшем в течение 30 лет на сцене Большого театра он исполнял партии, предназначенные для лирического тенора и соответствовавшие мягкому тембру его голоса:
- Берендей (Снегурочка)
- Владимир Игоревич (Князь Игорь)
- Ленский (Евгений Онегин)
- Юродивый (Борис Годунов)
- Индийский гость (Садко)
- Баян (Руслан и Людмила)
- Герцог (Риголетто)
- Альфред (Травиата)
- Вертер (Вертер, Ж. Массне)
- Фауст (Фауст)
- Торквемада (Испанский час, М. Равель) (в том числе в первой постановке оперы на русской сцене 28 октября 1978 года)[3]
- Эрик (Летучий голландец)
- Фра-Дьяволо (Фра-Дьяволо, Д. Обер)
- Пьер Безухов (Война и мир)
- Молодой артист (Октябрь, В. Мурадели)

В роли князя Андрея Хованского А. А. Григорьев снялся в фильме-опере «Хованщина» (1959), годом ранее исполнил партию Ленского в фильме-опере «Евгений Онегин». Последней в Большом театре для него стала исполненная в 1980 году партия Местного нигилиста в постановке Катерина Измайлова Д. Шостаковича.
Член КПСС с 1976 года. С того же года преподавал в ГИТИСе, с 1980 года — в звании доцента, а с 1986 года — в звании профессора. Несколько из воспитанников Григорьева (Михаил Агафонов, Анатолий Зайченко, Виктор Шость) впоследствии сами стали артистами Большого театра. Гастролировал за рубежом.
Антон Алексеевич Григорьев скончался в 2001 году. Похоронен на Ваганьковском кладбище.

## Награды и премии
- Лауреат Всесоюзного конкурса вокалистов (1957)
- Первая премия конкурса VI Международного фестиваля демократической молодёжи и студентов (Москва, 1957)
- Заслуженный артист РСФСР (1964)[5]
- Народный артист РСФСР (1973)
- Орден Трудового Красного Знамени (1976)[2]
- Орден Отечественной войны 2 степени (1985)[источник не указан 1371 день]
- Орден Дружбы (1999)[6]

## Семья
В 1951 году женился на Ирине Яковлевне (дев. Фальчикова, 1926—2015). В 1952 году родился сын Алексей, а в 1957 году — дочь Наталья.